# This Is This!
This Is This! è il sedicesimo ed'ultimo album in studio del gruppo musicale statunitense Weather Report, pubblicato nel 1986, prima dello scioglimento del Gruppo.

## Tracce
1. This Is This – 7:06
2. Face the Fire – 2:34
3. I'll Never Forget You – 7:51
4. Jungle Stuff, Part 1 – 4:43
5. Man With the Copper Fingers – 6:12
6. Consequently – 4:56
7. Update – 6:08
8. China Blues – 6:11

## Formazione

### Gruppo
- Josef Zawinul - tastiera
- Wayne Shorter - sassofoni
- Victor Bailey - basso
- Mino Cinelu - percussioni, voce
- Peter Erskine - batteria
- Omar Hakim - batteria (in Consequently)

### Altri musicisti
- Carlos Santana - chitarra (in This Is This e Man With the Copper Fingers)
- Marva Barnes - voce
- Colleen Coil - voce
- Siedah Garrett - voce
- Darryl Phinnessee - voce